# Halowe Mistrzostwa Europy w Lekkoatletyce 1971 – bieg na 800 m kobiet
Bieg na 800 metrów kobiet – jedna z konkurencji biegowych rozgrywanych podczas halowych lekkoatletycznych mistrzostw Europy w hali Festiwalna w Sofii. Eliminacje zostały rozegrane 13 marca, a bieg finałowy 14 marca 1971. Zwyciężyła reprezentantka Republiki Federalnej Niemiec Hildegard Falck. Tytułu zdobytego na poprzednich mistrzostwach nie broniła Maria Sykora z Austrii.

## Rezultaty

### Eliminacje
Rozegrano 3 biegi eliminacyjne, do których przystąpiło 14 biegaczek. Awans do finału dawało zajęcie jednego z pierwszych dwóch miejsc w swoim biegu (Q).
Opracowano na podstawie materiału źródłowego.
Bieg 1
| Miejsce | Zawodniczka      | Czas   | Uwagi |
| ------- | ---------------- | ------ | ----- |
| 1       | Ileana Silai     | 2:06,0 | Q,    |
| 2       | Hildegard Falck  | 2:06,1 | Q     |
| 3       | Claire Walsh     | 2:07,4 |       |
| 4       | Magdolna Kulcsár | 2:08,4 |       |

Bieg 2
| Miejsce | Zawodniczka     | Czas   | Uwagi |
| ------- | --------------- | ------ | ----- |
| 1       | Donata Govoni   | 2:09,6 | Q     |
| 2       | Colette Besson  | 2:10,2 | Q     |
| 3       | Rosemarie Klute | 2:10,6 |       |
| 4       | Marie Otová     | 2:11,0 |       |
| 5       | Dżena Binewa    | 2:12,1 |       |

Bieg 3
| Miejsce | Zawodniczka          | Czas   | Uwagi |
| ------- | -------------------- | ------ | ----- |
| 1       | Nadieżda Kolesnikowa | 2:07,9 | Q     |
| 2       | Rosemary Stirling    | 2:08,8 | Q     |
| 3       | María Fuentes        | 2:10,6 |       |
| 4       | Weseła Taszewa       | 2:11,1 |       |
| 5       | Hannelore Heyn       | 1:12,7 |       |

### Finał
Opracowano na podstawie materiału źródłowego.
| Miejsce | Zawodniczka          | Czas   |
| ------- | -------------------- | ------ |
| 1       | Hildegard Falck      | 2:06,1 |
| 2       | Ileana Silai         | 2:06,5 |
| 3       | Rosemary Stirling    | 2:06,6 |
| 4       | Colette Besson       | 2:07,5 |
| 5       | Nadieżda Kolesnikowa | 2:08,1 |
| 6       | Donata Govoni        | 2:09,2 |